# Nikola III. Zrinski
Grof Nikola III. Zrinski   (v madžarščini : Zrínyi III. Miklós ) (Zrin, leta 1488 ali 1489 - Zrin, 1534), je bil hrvaški plemič in velikaš,  iz plemiške rodbine Zrinskih.

## Življenje
Nikola III. Zrinski je bil sin Petra II. Zrinskega (rojenega okoli leta 1435), ki je padel v bitki na Krbavskom polju 9. septembra leta 1493 in Jelene Babonić Blagajske, hčerke grofa Gregorja Blagajskega. Imel je starejšega polbrata Pavla III., ki je tudi padel v  bitki na Krbavskem polju. Poročil se je z grofico Jeleno Karlović Krbavsko (iz starega hrvaškega plemena Gusićev), sestro bana Ivana IV. Karlovića Krbavskega. Imela sta šest otrok, med njimi je bil eden najslavnejših velikanov hrvaške zgodovine, ban in vojskovodja Nikola Zrinski "Sigetski".
Svoj sedež je imel v utrjenem gradu  Zrinu, njegove posesti pa so se nahajale na širšem prostoru Zrinske gore (danes področje Banovine), z več trdnjavami, med katerimi so bile Gvozdansko, Pedalj in Kostajnica.
Nikola je znan po tem, da je konec leta 1526 in v začetku leta 1527 sodeloval na skupščini hrvaškega plemstva v Cetingradu na katerem je bil avstrijski nadvojvoda Ferdinand Habsburški,svetorimski cesar izbran za hrvaškega kralja. Na Cetingradski listini, ki jo Hrvati smatrajo za pomemben dokument hrvaške državnosti, med pečati šestih velmož, ki so v imenu vseh udeležencev skupščine sprejete odločitve potrdili, se nahaja tudi Nikolin pečat. Nekateri zgodovinarji menijo, da je prav on bil tisti najzaslužnejši, da je Ferdinand postal hrvaški kralj.
Z nadvojvodo habsburškim je sodeloval že prej, ker je denarno podpiral nekatere hrvaške velikaše (Frankopane, Ivana Karlovića, Štefana Babonića Blagajskega) v okviru organiziranja obrambe pred prodirajočimi Turki. Dne 22. oktobra 1524 je na  Dunaju s Ferdinandom sklenil sporazum o odstopu svojih dveh  utvrdb (Novigrad na Uni, današnji Dvor na Uni, in Dobre Njive, prav tako na reki Uni) za dvoletno namestitev nadvojvodinih vojnih posadk, s pogojem, da bodo po tem času vrnjene Zrinskemu. Habsburžan je pri tem Nikoli dal denar za vzdrženje postojanke za konjenikov. To so bili zametki kasnejšega ustvarjanja  Vojne krajine.  
Na svoji posesti v  Gvozdanskem pod Zrinsko goro je že  njegov oče Peter imel kovnico denarja od leta 1463, kjer se je uporabljalo zlato, srebro, svinec in druge kovine, ki so jih pridobivali v tamkajšnjih rudnikih. To dejavnost je nadaljeval tudi Nikola, ko je prevzel rudnike, topilnice, livarne in kovnice, in koval več vrst, pretežno srebrnega denarja (denarje, filire,  groše, ali tudi velike srebrne talirje). Kalupe za talirje je izdeloval kovni mojster Sebastian Rieder, ki ga je Zrinskemu v Gvozdansko poslal novoizbrani kralj Ferdinand. 
V času grozeče nevarnosti od Turkov, je Nikola III. Zrinski umrl na  (gradu Zrin, najvejetneje zgodaj spomladi leta 1534. Njegova žena Jelena je bila že 3. aprila imenovana kot vdova. Pokopan je v frančiškanski cerkvi Svete Margarete (ali Svete Marije Magdalene, po nekih virih), katere ruševine se še danes nahajajo blizu zrinske uvrdbe. Njegova kamena nagrobna plošča, masivna in bogato okrašena, z grbom rodbine Zrinski in napisom vklesanim z gotskimi črkami ob robu, se je uspela ohraniti do danes.
Kovnica denarja v Gvozdanskem je prenehala delovati s smrtjo Nikole, vendar so bili rudniki odprti vse do leta 1577 ali 1578, ko so Osmani zavzeli to področje. Nikolin sin in naslednik Nikola IV. (Sigetski) se je dvanajst let po očetovi smrti preselil na varnejši sever Hrvaške, v dobro utrjen grad Čakovec v Medžimurju.

## Potomstvo
Nikola III. je v zakonu z Jeleno Karlović Krbavsko imel šest otrok:
- Jelena († o. 1573.), žena Franca Tahija
- Margareta III., (o. 1552.)
- Ivan I.
- Jurij III. (1528. – 1547.)
- Nikola IV. († 1566.), hrvaški ban in sigetski kapetan
- Peter III. († 1547.)